# Träspricklav
Träspricklav (Acarospora anomala) är en lavart som beskrevs av H.Magn.. Träspricklav ingår i släktet spricklavar, och familjen Acarosporaceae. Enligt den finländska rödlistan är arten akut hotad i Finland. Enligt den svenska rödlistan är arten starkt hotad i Sverige. Arten förekommer i Svealand. Arten har tidigare förekommit i Götaland men är numera lokalt utdöd. Artens livsmiljö är byggnader.